# Четацеауа (Валча)
Четацеауа (рум. Cetățeaua) насеље је у Румунији у округу Валча у општини Митрофани. Oпштина се налази на надморској висини од 229 m.

## Становништво
Према подацима из 2002. године у насељу је живело 71 становника, од којих су сви румунске националности.